# ミラクルカーペット
ミラクルカーペットは、2005年10月にSANKYOが発売した、マジックカーペットでも採用されていた空飛ぶ絨毯役物が配置されているパチンコ機のシリーズ名。
CRミラクルカーペットSPとミラクルカーペットDXの2機種がある。

## 概要
液晶搭載の羽根モノタイプ。マジックカーペット及びフライングカーペットの流れを汲む「カーペット」シリーズとして発売された。液晶で様々な予告などの演出が発生する。シリーズ機は2種類あり、CR機と現金機が存在する。スペックは異なり、CR機の方が16ラウンド出現率は高いが、チャッカー入賞時の賞球数は少ないという特徴がある。
マジックカーペットでは羽根開放用のチャッカーは1or2チャッカーだったが、本機は2or3チャッカーに変更され、羽根開閉回数は増えている。左右落としに配置されているチャッカーが2チャッカーで、センターに配置されているチャッカーが3チャッカーとなっている。V入賞後の2ラウンド目からアタッカーが開放されるので、表記されるラウンドより1ラウンド少ない、実質2ラウンド･7ラウンド･15ラウンド分の出玉獲得となる。

## スペック
- CRミラクルカーペットSP
  - 賞球数 3&5&10
  - 大当たり最高継続 16R
  - ラウンド振り分け率（3R：8R：16R）

約3：1：4
- ミラクルカーペットDX
  - 賞球数 5&10
  - 大当たり最高継続 16R
  - ラウンド振り分け率（3R：8R：16R）

約10：10：11

## 演出
左右落としの2チャッカーもしくはセンターの3チャッカーに入賞すると、役物上部の羽根が開放される。ワープルートを経由した玉のみ3チャッカーに入賞する可能性があり、3チャッカーに入賞させるためには、役物横のワープを通る必要がある。
役物内部は、絨毯に乗っている人形と、左右に可動する橋が配置されている。この左右に動く橋の奥にVゾーンがあり、一度橋の上に玉が乗らないとVゾーンまで運ばれにくい構造となっている。玉が橋に乗ったとしても左右に動くことにより、横からこぼれてハズレ穴に向かうこともある。
チャッカー入賞後の1回目の羽根開放のタイミングで人形を乗せた絨毯が上昇する。絨毯が上昇した状態だと、玉が役物奥まで運ばれやすくなる。手前から運ばれるルートより、奥に運ばれるルートの方が中央に玉が向かいやすくなるので、V入賞の期待度が高くなる。
V入賞後は、すぐにラウンド抽選が始まり、ラウンド数が決定されると盤面下のアタッカーが開放される。大当たり1ラウンドごとに9カウントまで入賞が可能である。従来の羽根モノ機は大当たり時の出玉を羽根で獲得していくので、拾いの良し悪しで出玉が安定しないことや、大当たり消化に時間を要することが多かったが、本機の場合は大当たり中に羽根は開放されず、アタッカーで出玉を獲得していく仕様のため、比較的出玉は安定し時間効率も良い。一度の大当たり消化時間は約3〜4分程度である。大当たり中は、通常時と変わらないストロークで全てのラウンド終了まで打ち続けるだけで良いシンプルな仕様となっている。チャッカー入賞後は、液晶上に「盗賊」や「ランプ&魔神」、「踊り子」などの様々なキャラクターが予告演出で登場する。V入賞後は、液晶上でラウンド抽選が行われる。扉の色によって16ラウンドの期待度は変化する。
| 羽根開放時間 | 2チャッカー | 3チャッカー |
| 羽根開放時間 | 0.4秒×2回   | 0.5秒×3回   |